# Критичний апарат

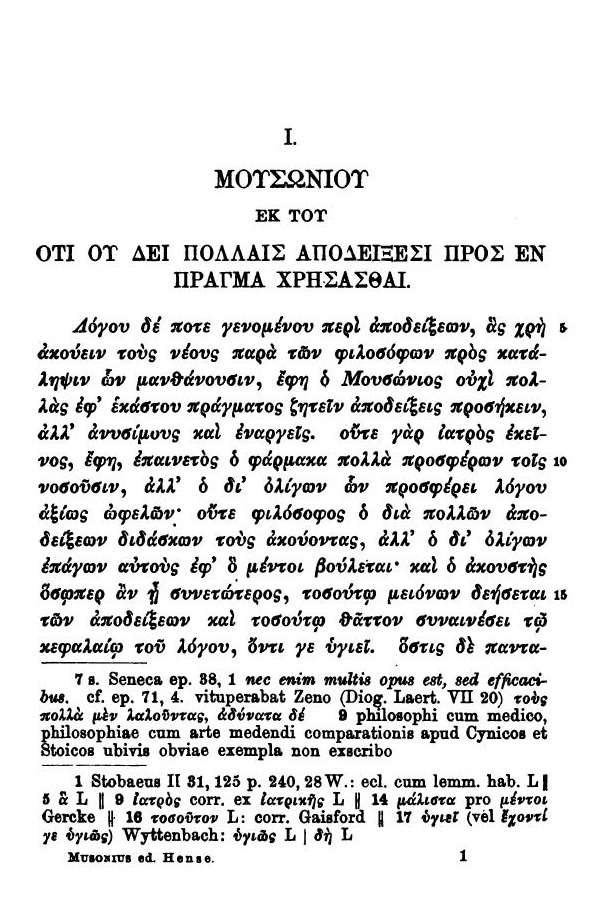
Сторінка 1 творів Гая Музонія Руфа з критичним апаратом

Критичний апарат (лат. apparatus criticus) у текстологічній критиці первинного джерела — це організована система нотацій для представлення в одному тексті складної історії цього тексту в стислій формі, корисній для старанних читачів і вчених. Апарат зазвичай включає примітки, стандартизовані скорочення для вихідних рукописів і символи для позначення повторюваних проблем (один символ для кожного типу помилки писаря).
За думкою одного видавця 19-го століття:
Мета критичного апарату.. полягає в тому, щоб дати можливість серйозному студенту сформувати власний текст. Тому обов’язком редактора є надання всіх матеріальних варіантів усіх незалежних рукописів. Це особливо його обов’язок у такому випадку, як теперішній, коли є багато уривків, яким він не може дати задовільного пояснення.

## Новозавітні дослідження
Перше друковане видання Нового Заповіту з критичним апаратом, в якому були відзначені варіанти читання серед рукописів, було виготовлено у 1550 році друкарем Робертом Етьєном (лат. Robertus Stephanus) з Парижа. Грецький текст цього видання та текстів Еразма Ротердамського став відомий під латинською назвою Textus Receptus (букв. «прийнятий текст»). У 1633 році брати Бонавентура і Авраам Ельзевіри, друкарі з Лейдена, випустили друге видання Нового Заповіту грецькою мовою, в тексті передмови якого було сказано: 
Textum ergo habes, nunc ab omnibus receptum, in quo nihil immulatum aut corruptum damus.
В перекладі українською це означає: «Ось перед тобою текст, який нині прийнятий усіма, і в якому ми не даємо нічого виправленого або помилкового».
Новий Завіт Грецькою в редакції Нестле–Аланда (лат. Novum Testamentum Graece) з першого видання 1898 року до 28-го видання 2014 року використовує систему сигл, тобто абревіатури писаря, створену Каспаром Рене Грегорі в 1908 році та розширену Куртом Аландом, відому як нумерація Грегорі–Аланда; ці сигли широко використовуються в академічних роботах про грецькі тексти. Найважливіші унціали мають назви єврейськими, римськими або грецькими літерами: א (Синайський кодекс, лат. Codex Sinaiticus), A (Олександрійський кодекс, лат. Codex Alexandrinus), Dp (Клермонтський кодекс, лат. Codex Claromontanus) або Ξ (Закинтський кодекс, лат. Codex Zacynthius). Папірусам присвоєно символ Blackletter 𝔓, за яким йде верхній індекс. Тут Papyrus Oxyrhynchus 208 + 1781 (частини Євангелія від Івана) мають позначку 𝔓5, а папірус Честера Бітті, який містить Євангелія та Дії, має позначку 𝔓45. Номери в верхньому індексі відповідають порядку реєстрації і не відображають вік рукопису чи порядок важливості. Мінускули, які написані дрібним курсивним грецьким шрифтом, позначаються простими номерами. Лекціонарії позначаються каліграфічною малою л з латини (ℓ) в діапазоні від ℓ1 до ℓ2463.

## Від приміток до кінцевих приміток
У Сполучених Штатах бібліограф Фредсон Бауерс (1905–1991) встановив традицію розміщувати критичний апарат у кінці книги, залишаючи відредагований текст вільним від апарату. Це має перевагу, оскільки основний текст не захаращений редакційними деталями, які можуть бути нецікавими для звичайного читача. Однак цей формат є недоліком для читачів-науківців, які не можуть побачити всі текстові докази в одному місці.

## Електронне представництво
Фактичним стандартом представлення критичного апарату в цифрових наукових виданнях є дотримання рекомендацій Ініціативи з кодування тексту. Хоча інші формати також використовуються в цифровому літературознавстві, цей формат став найбільш поширеним.